# Gorham (Dakota del Norte)
Gorham es una comunidad no incorporada y una ciudad fantasma en el condado de Billings, Dakota del Norte, Estados Unidos. La comunidad fue fundada c. 1899 y quedó densamente poblado por inmigrantes ucranianos. Gorham sirvió como centro para la comunidad rural y contenía una iglesia católica ucraniana, un almacén general, una oficina de correos y otros negocios. La ciudad fue abandonada oficialmente en 1972, aunque todavía existen granjas rurales en la zona.

## Nombre
Gorham lleva el nombre de Fred E. Gorham, uno de los primeros ganaderos de la zona. Gorham también se desempeñó como comisionado en el condado de Billings.

## Historia

### Fundación
Gorham fue una de varias aldeas fundadas por inmigrantes ucranianos en el oeste de Dakota del Norte alrededor de 1896. Los ucranianos de la región histórica de Galitzia comenzaron a emigrar en masa a partir de finales del siglo XIX para escapar de la pobreza extrema, la superpoblación y las políticas de arrendamiento. Unos 1.200 ucranianos se detuvieron en Winnipeg, Canadá, antes de continuar hacia Dakota del Norte.: 86  Cientos de personas optaron por establecerse en Belfield y el campo rural circundante, particularmente en el condado de Billings.  : E6 Los pueblos de origen de estos ucranianos incluyeron Bilivtsi, Borishkivtsi, Mélnytsia-Podilska y Okopy, todos ubicados ahora en el Raión de Chortkiv, Óblast de Ternópil.: 87 : E6 

### Crecimiento
Se estableció una oficina de correos en Gorham el 28 de julio de 1899, y Thomas Jefferson McDonald se desempeñó como director de correos. La oficina de correos original se cerró el 12 de abril de 1905. En 1917, varios líderes de la industria agrícola local formaron una cooperativa en un edificio de dos pisos, que albergaba la tienda y la oficina de correos en el primer piso y una residencia privada en el segundo. La tienda se quemó en enero de 1918, pero fue reconstruida, al año siguiente reabrió sus puertas como Tienda de Mercancía General. En 1920 se construyó un nuevo edificio conjunto de tiendas y oficinas de correos al otro lado de la calle. La familia Baranko compró la tienda en 1940; John y Olga Baranko lo dirigieron hasta 1947, cuando su hijo Mike se hizo cargo del negocio y lo operó hasta 1972. En otras épocas, Gorham también contaba con una librea, una mantequería, un saloon y una herrería.: E7 
La mayoría de los ucranianos eran de fe católica ucraniana y pronto comenzaron a establecer lugares de culto. Aunque la primera iglesia se estableció en 1906 en Ukraina, una en Gorham—la Iglesia católica ucraniana St. Josephat: fue creada en 1912 como una misión de San Demetrio.: E6  Las dos comunidades frecuentemente compartían un pastor, que vivió por primera vez en St. Josafat antes de que se construyera una rectoría en Ucrania.: 29  Sin embargo, en 1916 se estaba formando un cisma entre las dos iglesias.: E6  Se produjo una disputa cuando, el domingo de Pascua de ese año, los católicos ucranianos en Ukraina expulsaron a su sacerdote debido a que no llegó a tiempo para bendecir sus cestas de Pascua; cuando Gorham le pidió que fuera su sacerdote y él aceptó, los católicos de las dos comunidades comenzaron a resentirse entre sí.
En su apogeo en 1937, la comunidad de Gorham albergaba a cinco familias y hasta 40 personas.

### Declive y abandono
Gorham comenzó a decaer en la década de 1930. Como en otras comunidades agrarias locales, muchos ganaderos y agricultores se retiraron a comunidades más grandes como Belfield o asumieron nuevas ocupaciones.: E7  En 1972, la Oficina de Correos de los Estados Unidos decidió consolidar las oficinas de correos de Gorham y Fairfield; el nuevo fue construido por Mike Baranko en Fairfield en 1972, momento en el que la ciudad quedó oficialmente desierta. El antiguo edificio de tiendas y oficinas de correos se trasladó a Prairie Outpost Park en Dickinson en 1984. Una vez desaparecido el último edificio restante, Gorham fue eliminado oficialmente de los mapas del estado de Dakota del Norte en 1994.